# Mariánská kaple (Stračí)
Mariánská kaple neboli kaple U krásného obrázku je malá síňová kaple v jihozápadním kvadrantu křižovatky cest mezi Stračím, Tupadly, Ješovicemi a Chcebuzí, přibližně 1,5 kilometru východoseverovýchodně od Stračí, na okraji katastrálního území Stračí v blízkosti trojmezí s Brocnem a Radouní na území města Štětí v okrese Litoměřice. Postavena byla na konci 18. století na místě starých božích muk, jejichž pozůstatky jsou dosud patrny v pravé boční zdi kaple. Ke kapli se v minulosti konala o svátku Panny Marie procesí ze Štětí. Byla opravena v roce 1990.
Kaple má čtvercový půdorys s půlkruhovým závěrem. Na bocích má pilastry, na průčelí zdvojené lizény. Vstup je půlkruhově sklenutý a nad ním je trojúhelníkový štít, v němž je reliéfní štukový kříž. Uvnitř síně je valená klenbička. Uprostřed severní stěny je vestavěn sloupek původních božích muk, vystupující navenek.
Rozcestím u kaple prochází žlutě značená turistická trasa KČT a začíná zde zeleně značená. Prochází tudy rovněž štětská naučná stezka Naučné putování loupežníka Štětky. Přibližně půl kilometru jižně od mariánské kaple se nachází Hraběcí kaple, která byla vystavěna na památku zabití Johanna Wratislava Claryho.

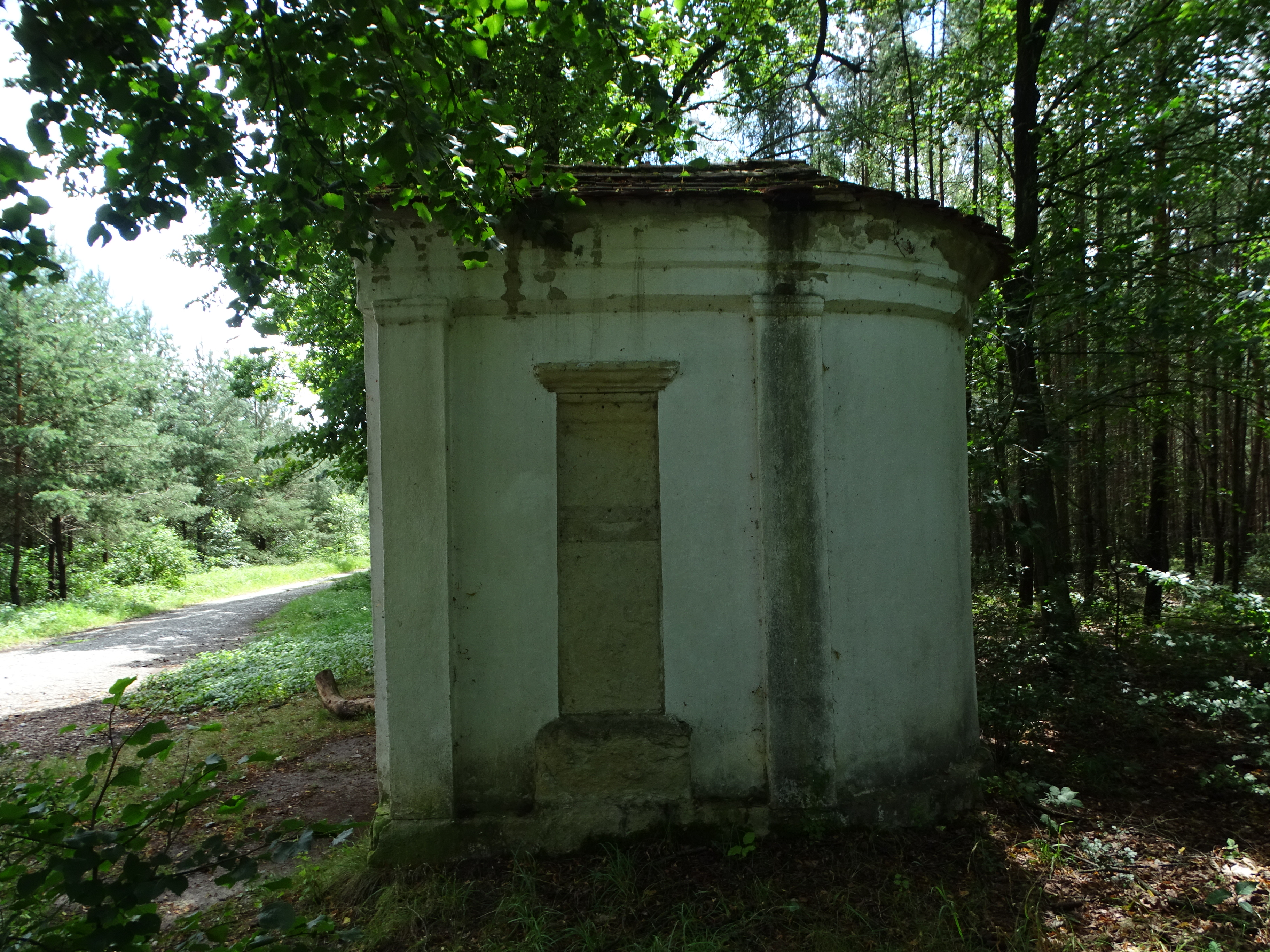
Severní strana kaple s vestavěným sloupkem božích muk